# Lettre à Monsieur Chauvet sur l'unité de temps et de lieu dans la tragédie
La Lettre à Monsieur Chauvet sur l'unité de temps et de lieu dans la tragédie (Lettera al signor Chauvet riguardo l'unità dei tempi e dei luoghi nella tragedia) è un saggio di poetica, scritto da Alessandro Manzoni in francese nel 1820 e diretto al drammaturgo Victor Chauvet dopo le critiche espresse da quest'ultimo nei confronti della tragedia manzoniana Il Conte di Carmagnola.

## La genesi

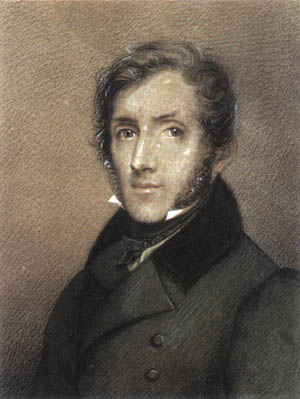
Alessandro Manzoni in un ritratto di Carlo Gerosa

Il critico Victor Chauvet pubblicò sul Lycée Français, nel maggio del 1820, un articolo sulla tragedia manzoniana Il Conte di Carmagnola, criticando il fatto che l'autore non si fosse attenuto a due delle tre unità aristoteliche del teatro, legate al tempo e al luogo della vicenda.
La prima regola esigeva che il tempo della vicenda fosse quello di un unico giorno, nel quale si sviluppava tutta la storia; la seconda richiedeva che il luogo fosse sempre lo stesso.
Manzoni rispose alla critica con una lettera, compiuta già nel luglio del 1820, rimaneggiata diverse volte e pubblicata solo nel 1823 dai fratelli Hector e Adolphe Bossange librai-editori a Parigi come appendice al Carmagnola  e all'Adelchi, che uscivano nella traduzione di Claude Fauriel. Spiegò che il principio fondamentale della sua opera era la fedeltà al "vero" (distinguendo poi tra vero storico e vero poetico) e che in nome di tale principio la unificazione del tempo e del luogo doveva giudicarsi artificiosa e contraria alla verosimiglianza. La complessità delle vicende e dei pensieri e sentimenti dei personaggi, infatti, mal si prestava, secondo Manzoni, ad essere compressa entro i limiti rigidi delle 24 ore e di un unico luogo.

## I temi
Nella lettera Manzoni toccò tutti i principali punti della sua poetica romantica. I principali sono:
- Il lavoro dello storico: il compito dello storico è quello di analizzare tutti i vari avvenimenti storici, concatenati da passaggi "causa-effetto", e cercare di ricondurli sotto un unico filone centrale, facendo la cernita degli avvenimenti più importanti ed eliminando quelli più superflui.
- La catastrofe: il poeta prende questi avvenimenti e cerca di eliminare i passaggi di "causa-effetto" da cui sono governati. Compito ancora più facile se, tra le varie vicende storiche, se ne trovi una centrale (la catastrofe appunto) alla quale si riconducano tutte le altre.
- La verità storica («il vero storico»): il poeta, dunque, non deve inventare, ma attenersi alla realtà dei fatti (è questa la parte centrale dove si vede la risposta a Chauvet).
- Rapporto tra storia e poesia: cos'è allora che distingue lo storico dal poeta? Semplicemente questo: lo storico si limita a raccontare fatti già noti "dal di fuori". Il compito del poeta è invece quello di cercare di interpretare i pensieri, le sensazioni, le speranze, le paure di quegli uomini che ne sono stati protagonisti, quello insomma di narrare la storia "dal di dentro".

## La ricezione
La Lettre è il documento più importante della poetica manzoniana ed ebbe risonanza in tutta Europa.

## Edizioni
- (FR) Lettre à M. C*** sur l'unité de temps et de lieu dans la tragédie, in Le Comte de Carmagnola, et Adelghis, tragédies d'Alexandre Manzoni, traduites de l'italien par M.-C. Fauriel; suivies d'un article de Goethe et de divers morceaux sur la théorie de l'art dramatique, Paris, Bossange frères libraires, 1823,  pp. 359-491.
- Lettera al sig. Chauvet su l'unità di tempo e di luogo nella tragedia, in Opere, con un discorso preliminare di Niccolò Tommaseo ed aggiunte osservazioni critiche, Napoli, Stabilimento tipografico all'insegna dell'Ancora, 1850,  pp. 687-723.
- (FR) Lettre a M. C*** sur l'unité de temps et de lieu dans la tragédie, in Opere varie, Milano, Fratelli Rechiedei editori, 1881,  pp. 283-325.
- Lettera a M. C.*** sull'unità di tempo e di luogo nella tragedia, in Scritti di teoria letteraria, traduzione di Adelaide Sozzi Casanova, introduzione di Cesare Segre, Milano, Biblioteca universale Rizzoli, 1981,  pp. 53-154, ISBN 88-17-12342-0.